# Haloragaceae
Haloragaceae es una familia de plantas del orden Saxifragales.

## Descripción
Son plantas herbáceas o sufrutescentes, perennes, acuáticas o terrestres; tallos rizomatosos o erectos; plantas hermafroditas o monoicas. Hojas alternas, opuestas o verticiladas, simples o pectinadas, estipuladas o con las estípulas como escamas. Flores solitarias y axilares o en espigas, racimos o panículas terminales; flores unisexuales o raramente perfectas, epíginas; perianto ausente, uniseriado o biseriado; sépalos ausentes o 2–4; pétalos ausentes o 2–4, caducos, libres, más grandes que los sépalos; estambres ausentes o 4 u 8, libres, frecuentemente en 2 verticilos y entonces los exteriores opuestos a los pétalos, anteras basifijas, 2-loculares, con dehiscencia longitudinal; carpelos 4, unidos, lóculos 1–4, óvulos 1 por lóculo, anátropos, estigmas frecuentemente plumosos. Frutos nuececillas o drupas, anguladas, sulcadas o aladas; semilla con testa membranácea, embrión recto, cilíndrico u obcordiforme, endosperma abundante, carnoso.
Fórmula floral:
{\displaystyle \star K_{3-4}\;C_{3-4}} or {\displaystyle C_{0}\;A_{2-8}\;G_{\overline {(2-4)}}}
Frutos nuciformes o esquizocárpicos. Unas 180 especies.

## Distribución
Bastante cosmopolita, en el Hemisferio Sur, y la mayoría australianas. Haloragis no está en Europa

## Taxonomía
La familia fue descrita por  Robert Brown y publicado en A Voyage to Terra Australis 2: 549. 1814. El género tipo es: Haloragis

## Géneros
Nueve Gros.,  145 spp.:
- Glischrocaryon
- Gonocarpus
- Haloragis
- Haloragodendron, cinco especies de arbustos, endémicas de Australia
- Laurembergia
- Meziella
- Myriophyllum, 60 especies de plantas acuáticas
- Proserpinaca
- Vinkia

Los taxones de la más tempranas familias Cercodiaceae y Myriophyllaceae están ahora incluidos en la familia Haloragaceae.  Antes, el género Gunnera estaba en esta familia.

## Algunas especies
- Myriophyllum plantas acuáticas sumergidas, con hojas laciniadas muy finas; tres especies.

Myriophyllum spicatum L., flores en la parte apical, más o menos en espigas, en aguas eutrofas.
M. verticillatum L., flores en verticilos rodeadas por brácteas pinnadas, en aguas carbonatadas; M. alterniflorum DC., flores en verticilos rodeadas por brácteas pinnadas y brácteas normales, aguas oligotrofas. M. acuaticum , en acuarios.